# Лотай Церінг
Лотай Церінг (дзонґ-ке བློ་གྲོས་ཚེ་རིང; нар. 14 березня 1968) — бутанський політичний діяч з медичною освітою, прем'єр-міністр країни з 7 листопада 2018 до листопаду 2023-го. З 14 травня 2018 року є головою Об'єднаної партії Бутану.

## Ранній період життя та освіта
Народився в 1968 у селищі Далуха, Гевог Меванг, провінція Тхімпху у звичайній родині.
Здобув освіту у Пунахській середній школі і у Коледжі Шерубце. Потім навчався у медичному коледжі Маймансингх при Даккському університеті Бангладеш, в 2001 став бакалавром наук.
В 2007 вивчав урологію у медичному коледжі штату Вісконсин (США), завдяки стипендії Всесвітньої організації охорони здоров'я. Після повернення до Бутану став єдиним практикуючим урологом в країні.
В 2010 проходив навчання у галузі ендоурології в лікарні загального профілю Сінгапура і Університеті Окаяма в Японії.
В 2014 здобув ступінь магістра ділового адміністрування в Університеті Канберри, Австралія

## Особисте життя
Лотай Церінг одружений, має доньку. Під час роботи у лікарні Монгара удочерив дівчинку і усиновив хлопчика.

## Професійна кар'єра
Лотай Церінг працював хірургом у Національному шпиталі Тхімпху та Монгарській регіональній лікарні, а також 11 років був консультантом-урологом у Національному шпиталі Тхімпху. Сплатив близько 6,2 мільйона нгултрумів в Королівську комісію цивільної служби для можливості зайнятися політичною діяльністю і припинив медичну практику.

## Політична кар'єра
У 2013 році взяв участь у Виборах до Національної асамблеї Бутану, але його партія не пройшла у наступний тур. 14 травня 2018 року Лотай Церінг здобув 1155 голосів і був обраний головою Об'єднаної партії Бутану всього за п'ять місяців до парламентських виборів.
У 2018 році був обраний на виборах до Національної асамблеї Бутану як кандидата Об'єднаної партії Бутану від округу Південний Тхімпху, отримавши 3662 голоси
У 2018 році його партія вперше потрапила до Національної асамблеї, здобувши найбільшу кількість місць, а Лотай Церінг став прем'єр-міністром країни.